# Mattan I.
Mattan I. war von 829 bis 821 v. Chr. König von Tyros und Sidon. Er erbte die Herrschaft von seinem Vater Baal-Ezer II. Mattan I. war der Vater von Pygmalion (eigentlich Pumayaton), der Tyros seinerseits von 820 bis 774 vor Chr. beherrschte. In seinem Testament soll er neben Pygmalion auch seine Tochter Elissa (Dido) und deren Mann Akerbas (Askarbaal), der auch mit Sychäos (Sicharbaal) angegeben wird, als Erben der Macht eingesetzt haben. Akerbas sei ein Vertreter der Aristokratie gewesen und somit dem Volk verhasst. Nach seiner Ermordung sei Elissa mit einem Teil der Aristokratie übers Meer nach Nordafrika geflohen, wo sie 814 v. Chr. Karthago gegründet haben soll. Andere Quellen verlegen die Gründung Karthagos jedoch auf 890 v. Chr., was auch für die Lebensdaten Mattans andere Zahlen ergäbe. Unklar ist, wie eng sich Vergils Figuren Pygmalion und Dido, von denen er in der Aeneis erzählt, auf die historischen Nachkommen Mattans  I. beziehen.

## Belege
1. ↑  D. Wilkinson: The Power Configuration Sequence of the Central World System
2. 1 2  Pierer’s Universal-Lexikon. Altenburg 1857–1865, Band 13, S. 84–85. (Beruft sich seinerseits auf Movers: Über Alterthümer u. Geschichte der Phöniker, Berlin 1841–50; F. Höfer: Caldée, Phénicie etc., Paris 1852; J. Kenrick: Phoenicia, London, 1855; Levy: Phönikische Studien, Breslau. 1856)

| Vorgänger             | Amt                             | Nachfolger        |
| --------------------- | ------------------------------- | ----------------- |
| Baal-Eser II. 863-829 | König von Tyros 829–820 v. Chr. | Pumayaton 820-774 |

| Personendaten    | Personendaten             |
| ---------------- | ------------------------- |
| NAME             | Mattan I                  |
| KURZBESCHREIBUNG | König von Tyros und Sidon |
| GEBURTSDATUM     | 9. Jahrhundert v. Chr.    |
| STERBEDATUM      | 9. Jahrhundert v. Chr.    |